# سیارک ۹۰۱۳
سیارک ۹۰۱۳ (به انگلیسی: 9013 Sansaturio، نامگذاری:1985PA1) نه هزار و سیزدهمین سیارک کشف شده‌است که در ۱۴ اوت ۱۹۸۵ کشف شد.
قدر مطلق سیارک برابر ۱۳٫۵۰ است.